# 牙城天后宫
牙城天后宫，位于中国福建省霞浦县牙城镇牙城街，为一个霞浦县级文物保护单位，类型为古建筑，公布时间为2010年11月。
牙城天后宫始建于宋朝，明万历十三年（1585年）、清咸丰年间两度重修，由浙南工匠修筑，对研究宋朝建筑有一意义，2010年11月被列为霞浦县文物保护单位。